# 阿剌黑
阿剌黑·那颜（蒙古语：Alaq noyan），《元朝秘史》中记作阿剌黑，波斯文史料《史集》记作“اراق(ārāq Nūyān)”，13世纪初蒙古帝国将领，成吉思汗出身八邻部的千户长之一。他是元世祖忽必烈麾下灭南宋主帅伯颜的祖父。

## 生平
阿剌黑出身于你出古惕·八邻部贵族失儿古额秃·额不坚家族，弟弟为纳牙阿那颜。其父失儿古额秃·额不坚抛弃旧主泰赤乌氏、俘获塔里忽台后归附铁木真。阿剌黑兄弟随父行动，但阿剌黑没有像纳牙阿那样向父亲进言。据《元史》记载，阿剌黑曾任“札鲁忽赤”（断事官）。相比于以足智多谋著称的弟弟纳牙阿，阿剌黑的事迹在史料中记载较少。1206年蒙古帝国建国时，他与纳牙阿同被封为千户长，在《元朝秘史》功臣表中位列第26位，高于纳牙阿的32位。《史集·成吉思汗纪》的千户长名单未收录阿剌黑，却记载了阿剌黑、纳牙阿的亲族忙豁勒·秃儿坚，因此有观点认为忙豁勒可能是阿剌黑的后继者。
1219年蒙古西征花剌子模时，阿剌黑与弘吉剌部的速亦客禿·扯兒必、速勒都思部的塔孩·拔都儿组成别动队，奉命进攻别纳客忒。其任务可能是作为佯动部队，牵制沿讹答剌路线进军的成吉思汗主力。阿剌黑短期内攻克别纳客忒后，未渡锡尔河，转而进攻忽毡城。《元史》记载，他因忽毡攻略之功获封该城为领地。

## 子孙
关于伯颜的世系，不同史料存在差异：
- 《元史》：记载为：曾祖述律哥图—祖父阿剌黑—父晓古台—伯颜，晓古台曾参与旭烈兀西征。
- 《史集·八邻部志》：记载为：阿剌黑—子阔阔出（称其因罪被处决）—孙伯颜”，伯颜被分封给忽必烈[7]。
- 《瓦萨甫史》记载伯颜之父名为“hīūgutā”，与《元史》中的“晓古台”音近，但阔阔出与晓古台的关系尚未明确。